# Castre (fortificació)

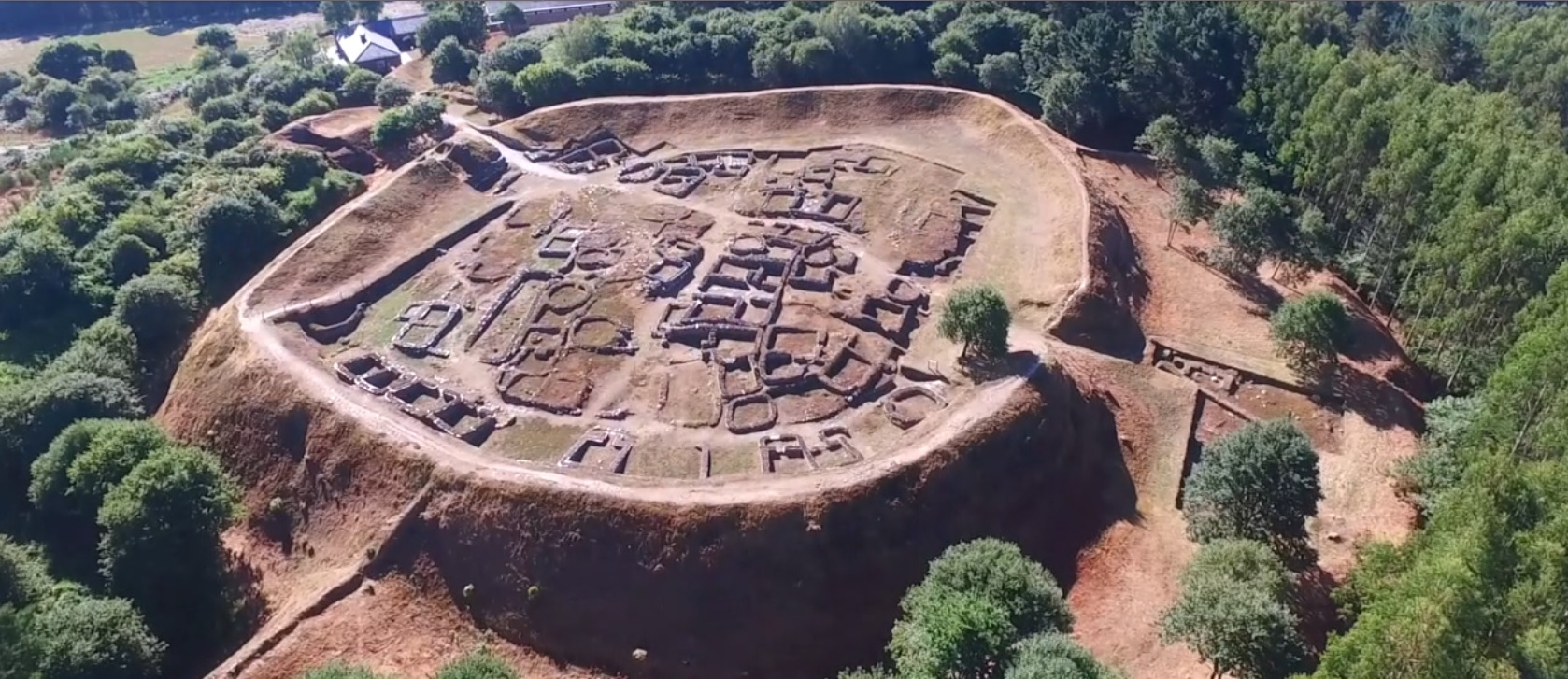
Fotografia aèria del castre de Viladonga, a Galícia

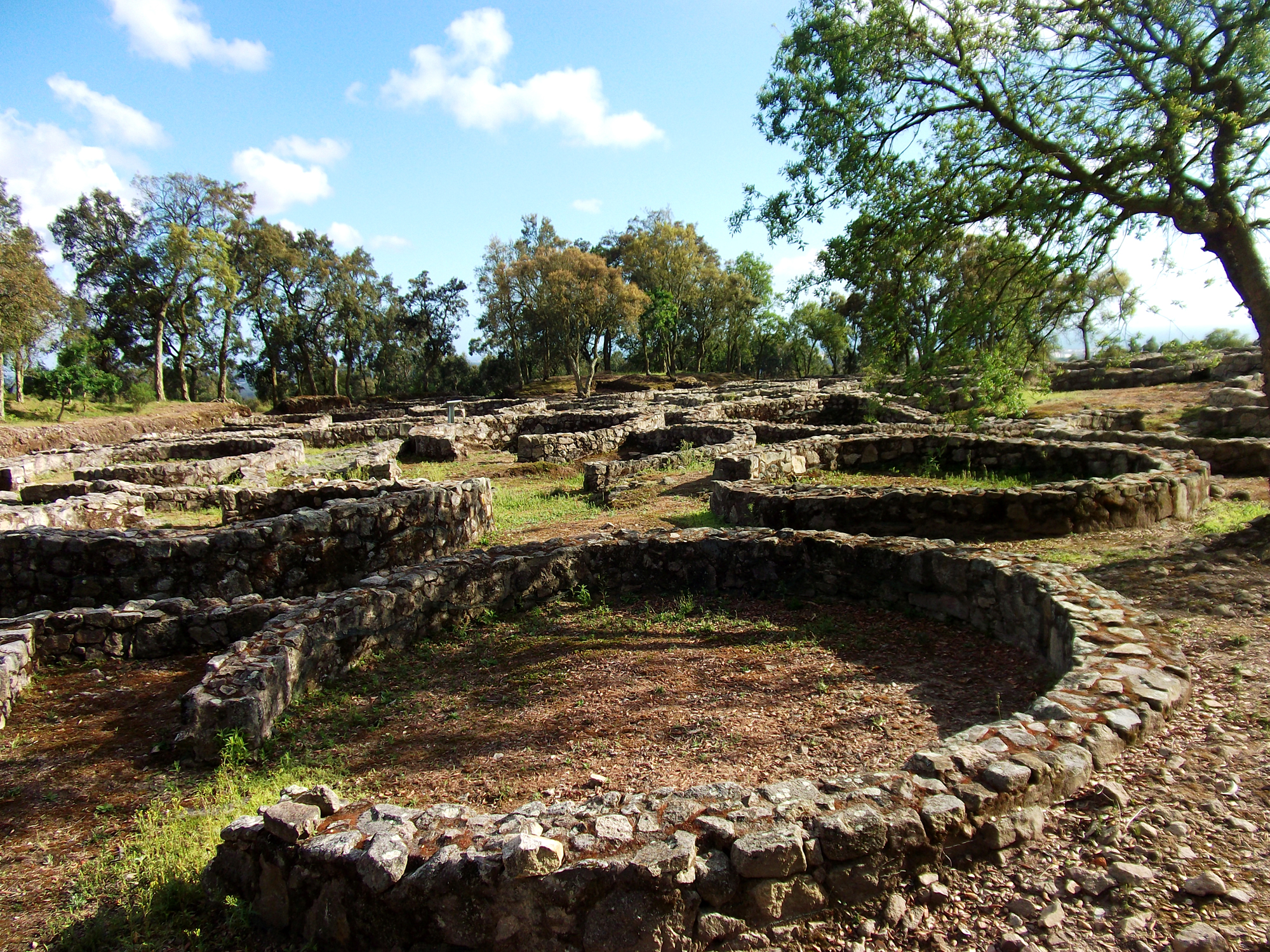
Resta del castre de Cividade de Terroso, a Póvoa de Varzim, Portugal

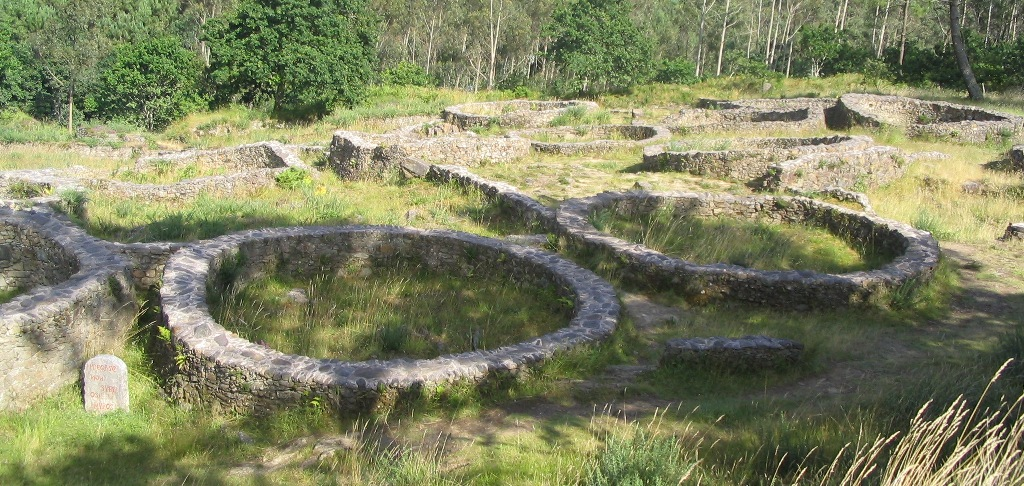
Castre de Borneiro, al municipi de Cabana de Bergantiños, Galícia

Un castre és un poblat fortificat celta, en general preromà i propi de finals de l'edat del bronze i del ferro, tot i que n'hi ha exemples posteriors que perduraren fins a l'edat mitjana a Europa. Se'n troben sovint a la península Ibèrica, en particular al nord-oest amb la cultura dels castres i en l'altiplà amb la cultura de Las Cogotas.
La paraula castre prové del llatí castrum, que significa 'fortificació militar'.
Un altre nom amb el qual es coneix els castres és oppidum (en plural oppida), en particular quan són molt grans.

## Castres de la cultura celta
El castre és un poblat fortificat que començaren a construir-se des del s. VI ae, sense carrers que formen angles rectes i amb construccions de planta quasi sempre circular. Les cases més antigues solien ser de palla i fang i les més recents de maçoneria. El sostre era de brancatge i fang i després de vares llargues. Fonamentalment, eren estances úniques. Se situen en llocs protegits naturalment (altures, revoltes de rius, petites penínsules), prop de fonts i terrenys cultivables i al límit entre aquests i zones més altes de pasturatge.
Estaven protegits per un o més fossats, parapets i muralles que vorejaven el recinte habitat, i podien tenir als accessos una torrassa que controlava les vies d'entrada.
En temps de conflictes, la gent que vivia a camp obert es traslladava a aquestes construccions, situades en llocs estratègics per tal de garantir-ne la seguretat. També podien tenir altres finalitats com la de control del territori, vigilància de sembrats, etc.

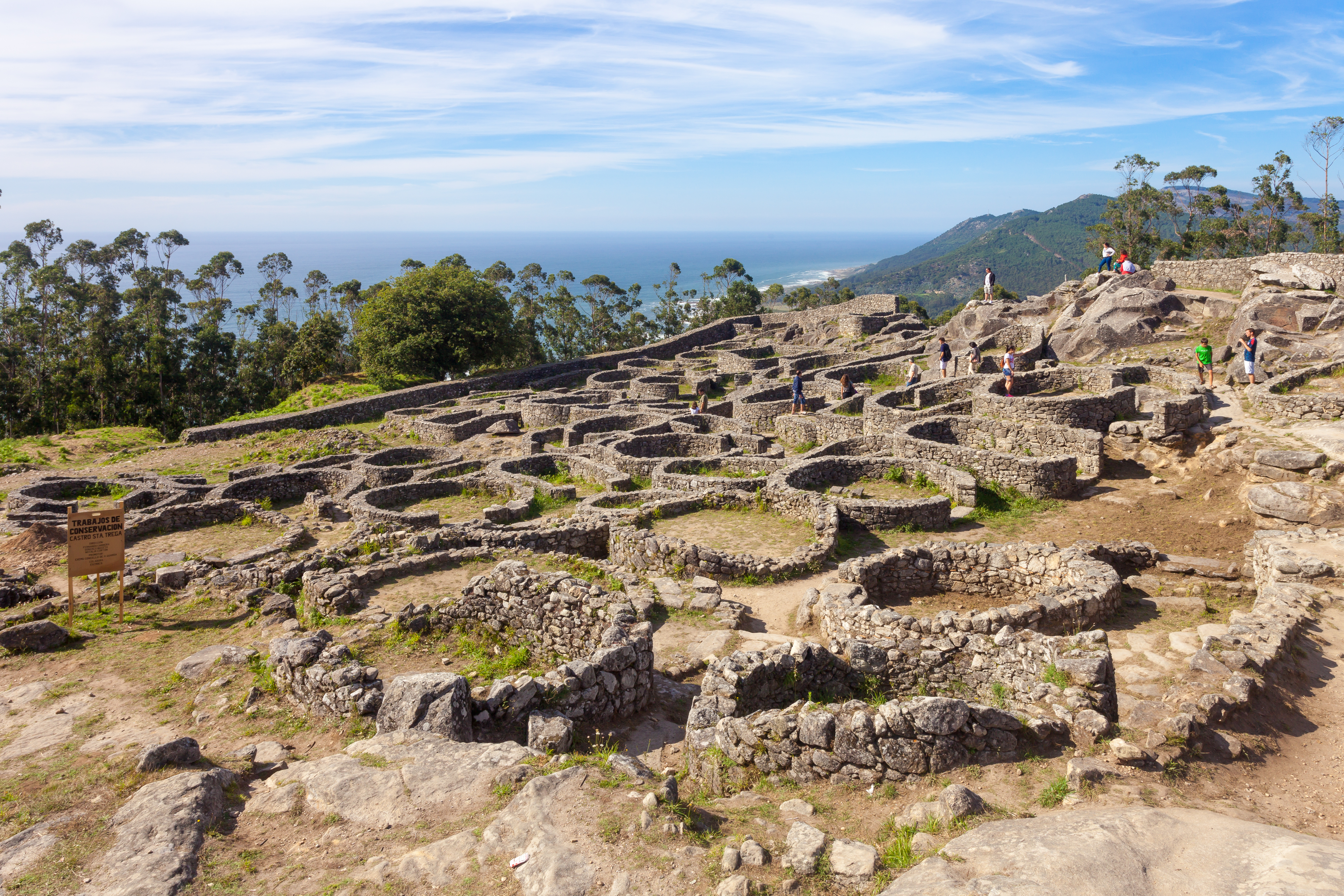
Castre de Santa Tecla, Galícia

La seua situació al territori respecte a altres castres fa pensar que hi havia una estratègia definida a l'hora de triar-ne la localització, permetent la comunicació per senyals entre ells a manera de xarxa defensiva.
L'època d'apogeu en fou entre els s. IV-II ae i demostren major contacte comercial amb l'exterior els del sud que els del nord, i els costaners que els d'interior. L'historiador Ferreira de Almeida sosté que en la primera meitat del s. I ae sembla haver-hi una multiplicació dels castres (bé per augment demogràfic, o per altres raons). Al final d'aquest segle i coincidint amb la fase final de la conquesta romana, alguns presenten indicis de destrucció de les muralles i en alguns casos d'immediata reocupació.

### Tipus de castres

#### Castres d'interior
N'és el tipus més freqüent i característic. Estan situats en turons o elevacions prominents, però rares vegades en cims alts. Tenen planta circular o ovalada i una o més muralles. Un típic exemple n'és el castre de Cuaña (Principat d'Astúries).

#### Castres de muntanya
Situats en zones muntanyenques altes, es troben als vessants i tenen forma oval, amb fossats artificials pel costat superior i muralles o terraplens cap a la vall. Daten d'època romana i es vinculen a explotacions mineres. Exemple d'aquest tipus són els castres de Vilar a la serra d'O Courel, Xegunde a Fonsagrada (Lugo) i Monte Castrelo de Pelou a Grandas de Salime (Astúries).

#### Castres costaners
Són de planta variada, tot i que solen ser redons o ovalats, i s'adapten al terreny. Les defenses naturals del costat del mar es complementen amb muralles i fossats cap a l'interior. Són molt abundants i n'és un exemple el de Baroña a la serra de Barbanza o el castre del Cabo Blanco a El Franco (Astúries), dotat d'un imposant fossat esculpit a la pissarra.

### L'urbanisme dels castres

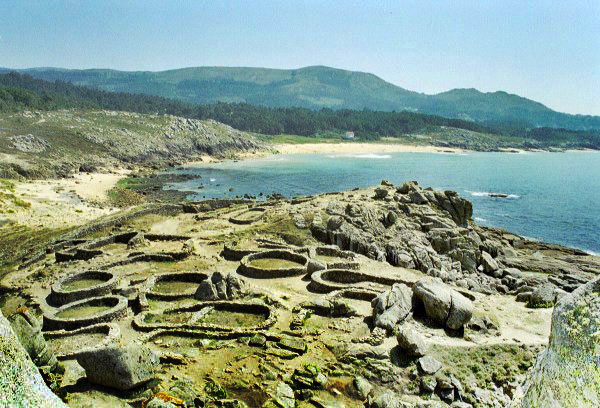
Castre de Baroña, a Galícia

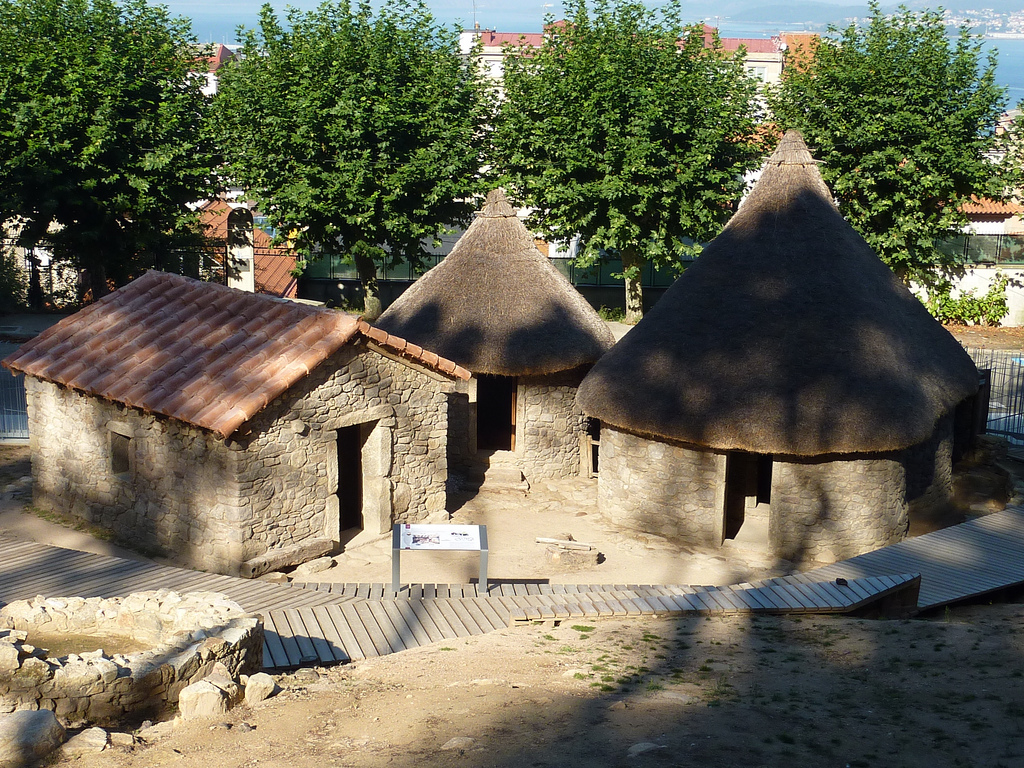
Reconstrucció de castre a Vigo, Galícia

Els castres solen erigir-se en turons buidats, promontoris rocosos o penínsules que s'endinsen a la mar, la qual cosa facilita la visibilitat, la defensa i el domini de l'entorn. El lloc de l'assentament ve donat també en funció dels recursos naturals explotats pels habitants. Els castres tenen un recinte superior, la "croa", i una sèrie de terrasses disposades cap avall on són les construccions. Cadascuna d'aquestes seccions pot estar limitada per muralles, parapets o fossats. A voltes hi ha una espècie d'afegits, els antecastres, que també s'envolten de muralles però no tenen habitatges, per la qual cosa se suposa que estaven destinats a animals o horts.
Els castres solen tenir una sola entrada, que també compleix la funció d'impedir el pas. En alguns casos és un simple engrossament en els acabats de la muralla; en altres, un pany de la muralla sobrepassa l'altre formant un corredor estret. Se suposa que es tancaven amb portes de fusta.
Les defenses dels castres no semblen respondre únicament a necessitats bèl·liques, sinó també de prestigi i de delimitació simbòlica de l'espai habitat. Són poques les armes que s'hi han trobat. A més de les defenses naturals, es troben estructures de tres tipus:
- Terraplens. Desnivells en el terreny formats per terra i pedra, que poden ser naturals. Són la base de les defenses i solen provenir dels enderrocs de les obres fundacionals a l'interior.
- Parapets. Elevacions artificials del terreny als punts més desprotegits (entrades i zones planes).
- Fossats. Valls allargats i fondos, generalment units als parapets, que poden estar excavats en terra o roca viva.
- Muralles. Defenses de maçoneria de diferents tipus, com per exemple, dos murs paral·lels de pedres amb un farciment de pedra. Des de dins s'hi pujava amb escales de fusta, lloses encastades, rampes o pedres. Poden haver-hi torres defensives als accessos a les portes. Solen ser elements tardans, tot i que les muralles modulars que presenten quasi una desena de castres de l'actual territori asturià daten del segle iv aC.

El més habitual és l'absència d'organització urbanística. Al s. I apareixen agrupaments d'edificacions ("barris"), formats per construccions envoltades per un mur amb una sola obertura al carrer. Aquest tipus d'organització és comuna en grans poblats com Citânia de Santa Luzia, així com en poblats més modests com el castre do Bieito. Poden ser unitats familiars, en què una construcció seria la casa i les altres, sitges i magatzems. Les cases no comparteixen parets mitgeres, sinó que estan separades de les altres, no se sap si com a reflex de la idiosincràsia d'aquesta cultura o a causa de les dificultats per fer-ho en les construccions circulars. Tampoc tenen finestres.

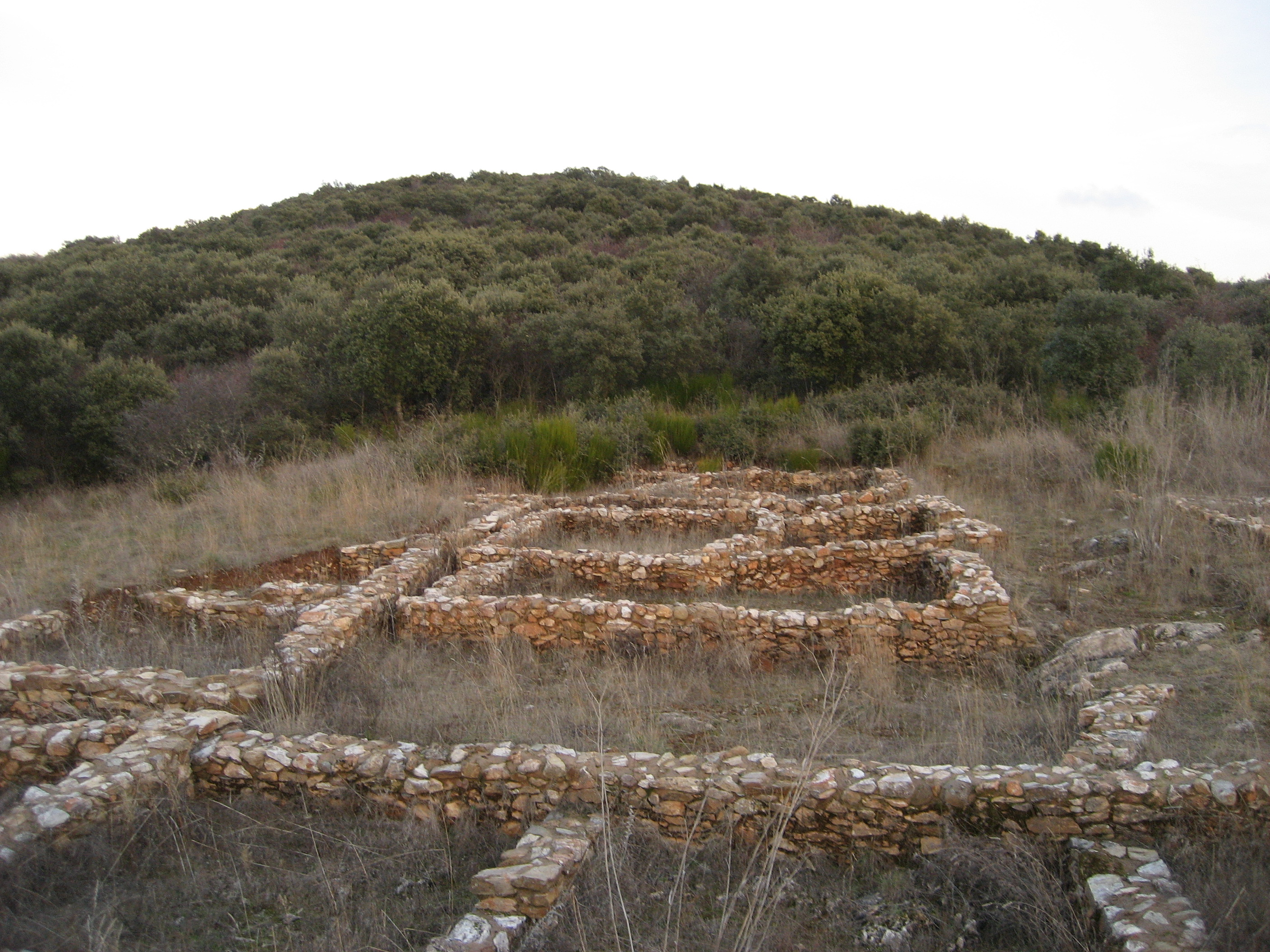
Castre metal·lúrgic d'Orellan, Les Mèdules, El Bierzo, s. I i II de, al fons, al cim, estaven els forns de fosa

El pis de les cases era de fang piconat. Abans dels s. II-III ae, els murs se'n feien generalment de tova, amb un pal central. Després s'usà maçoneria en files més o menys horitzontals (o poligonals, en algun cas). Les cobertes se'n feien de branques reforçades amb fang i subjectes per pesos o després de teules. A partir del s. I i a causa de la influència romana, s'hi fan més abundants les plantes quadrades o rectangulars. L'element essencial d'una casa és la llar, que en el canvi d'era se situava al centre i estava feta amb lloses o fang i a la fi del s. I es desplaça cap a un lateral i es fa, en alguns casos, amb teules.
Se sospita que alguns edificis grans, en què un banc de pedra recorre el mur i on no es troben restes d'habitació, podrien haver estat recintes de reunió. S'hi han localitzats també forns, preferentment propers de les eixides o a l'exterior.